# Brezje pod Nanosom
Brezje pod Nanosom je naselje v Občini Postojna.